# Caracciolo Parra Olmedo
Caracciolo Parra Olmedo est l'une des vingt-trois municipalités de l'État de Mérida au Venezuela. Son chef-lieu est Tucaní. En 2011, la population s'élève à 27 632 habitants.

## Géographie

### Subdivisions
La municipalité possède une seule paroisse civile et une parroquia capital, traduite ici par « capitale » (en italiques et suivie d'une astérisque) avec, chacune à sa tête, une capitale (entre parenthèses) :
- Capitale Caracciolo Parra Olmedo * (Tucaní) ;
- Florencio Ramírez (El Pinar).